# انقسام السيتوبلازم

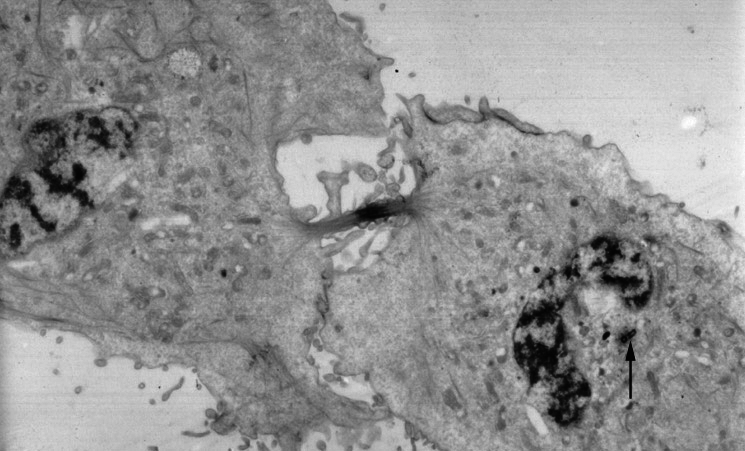
خلية أكملت غالبا مرحلة انقسام السيتوبلازم. السهم يشير إلى الجسم مركزي الذي لا يزال يمكن مشاهدته.

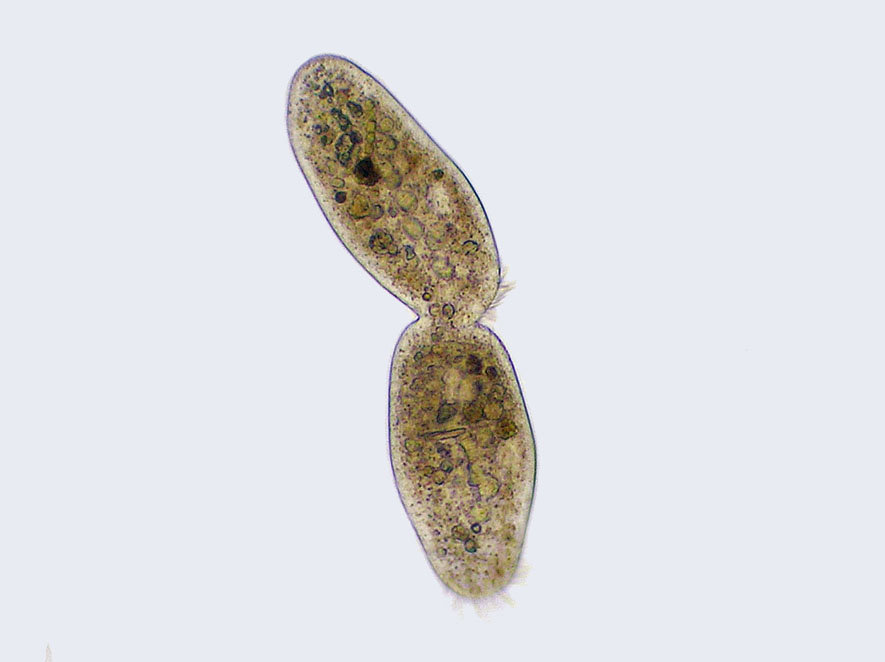
خلية من الهدبيات تمر بمرحة انقسام السيتوبلازم، ويظهر أخدود الانقسام، حيث يمكن رؤيته بوضوح.

الطور النهائي لخلية حيوانية وتظهر عملية انقسام السيتوبلازم.

انقسام السيتوبلازم أو حركيات الخلية (بالإنجليزية: cytokinesis)‏ هي عملية تحدث في الخلايا حقيقية النوى، حيث ينقسم فيها سيتوبلازم الخلية لتكوين خليتان وليدتان. وهي عادة ما تحدث في المراحل المتأخرة من الانقسام المتساوي، وأحيانا المنصف، حيث تنفصل الخلية في الانقسام المتساوي إلى خليتين لكي تضمن أن عدد كروموسومات سيتم الحفاظ عليه من جيل إلى الجيل الذي يليه. بعد انقسام السيتوبلازم تنتج خليتان وليدتان تدخلان الطور البيني، لتكوين نسخ طبق الأصل عن الخلية الأصلية الأم.

## الخلية النباتية
نظرًا لوجود جدار خلوي، يختلف الانقسام السيتوبلازم في الخلايا النباتية اختلافًا كبيرًا عن الانقسام السيتوبلازم في الخلايا الحيوانية، فبدلًا من تكوين حلقة انقباضية، تشكّل الخلايا النباتية صفيحة خلوية في منتصف الخلية. تشمل مراحل تكوين الصفيحة الخلوية: (1) تشكيل الجبلة الحاجزة، وهي مجموعة من الأنابيب الدقيقة التي توجه وتدعم تكوين الصفيحة الخلوية، (2) وصول الحويصلات إلى مستوى الانقسام واندماجها لتوليد شبكة أنبوبية حويصلية، (3) الاندماج المستمر للأنابيب الغشائية وتحويلها إلى صفائح غشائية عند ترسب الكالوز، ويلي ذلك ترسب السليلوز ومكونات جدار الخلية الأخرى، (4) إعادة تدوير الغشاء الزائد والمواد الأخرى من الصفيحة الخلوية، (5) الاندماج مع جدار الخلية الأبوية.
تجتمع الجبلات الحاجزة من بقايا المغزل الانقسامي، وتعمل كمسار يساعد في وصول الحويصلات إلى منطقة الجبلة الحاجزة المتوسطة. تحتوي هذه الحويصلات على الدهون والبروتينات والكربوهيدرات اللازمة لتشكيل حدود خلوية جديدة. حددت دراسات التصوير المقطعي الإلكتروني أن مصدر هذه الحويصلات هو جهاز غولجي، ولكن أشارت دراسات أخرى إلى أنها تحتوي على مادة مندمجة من الالتقام الخلوي أيضًا.
تتسع هذه الأنابيب بعد ذلك وتندمج بشكل جانبي مع بعضها البعض، وتشكل في النهاية صفيحة مستوية مثقبة. عندما تنضج الصفيحة الخلوية، تنطرح كميات كبيرة من مادة الغشاء عن طريق عملية الالتقام الخلوي بوساطة الكلاثرين. في النهاية، تندمج حواف الصفيحة الخلوية مع غشاء البلازما الأبوي، بطريقة غير متكافئة غالبًا، ويتكمل بذلك الانقسام السيتوبلازمي. تحتوي الثقوب المتبقية على خيوط من الشبكة الإندوبلازمية التي تمر عبرها، ويُعتقد أنها سلائف للرابطة البلازمية. 
يبدأ بناء جدار الخلية الجديد داخل تجويف الأنابيب الضيقة لصفيحة الخلية الفتية. حُدد الترتيب الذي تترسب من خلاله مكونات جدار الخلية المختلفة إلى حد كبير عن طريق الفحص المجهري المناعي الإلكتروني. المكونات الأولى المعروفة هي البكتين، والهيميسليلوز، وبروتينات الأرابينو غالاكتان التي تحملها الحويصلات الإفرازية التي تندمج لتشكيل الصفيحة الخلوية. المكون الآخر المُكتشف هو الكالوز، والذي يتبلمر مباشرة على الصفيحة الخلوية خلال عملية تصنيع الكالوز. يُستبدل السليلوز (وهو المكون الأساسي لجدار الخلية النباتية) ببطء بالكالوز أثناء نضج الصفيحة الخلوية واندماجها مع الغشاء البلازمي الأبوي. تتطور الصفيحة الوسطى (طبقة شبيهة بالغراء تحتوي على البكتين) من الصفيحة الخلوية، وتعمل على ربط جدران الخلية بالخلايا المجاورة.

## القوى

### الخلايا الحيوانية
يبدأ تثلم الانقسام السيتوبلازمي عن طريق إنزيم الأدينوسين ثلاثي الفوسفات الميوزيني نمط 2. بما أن الميوزين يتركز بشكل أساسي في المنطقة الوسطى من الخلية المنقسمة، تسحب قوى الانقباض التي يطبقها الميوزين القشرة «سلسلة المحفظة» إلى الداخل. يؤدي ذلك إلى الانقباض الداخلي. يرتبط غشاء البلازما بشكل وثيق بالقشرة عن طريق بروتينات الارتباط المتشابكة. يجب زيادة مساحة السطح الكلية عن طريق دعم الغشاء البلازمي من خلال عملية الإيماس (قذف الخلية لمحتوياتها).

## للقراءة الإضافية
- The Molecular Requirements for Cytokinesis by M. Glotzer (2005), Science 307, 1735
- "Animal Cytokinesis: from parts list to mechanism" by Eggert, U.S., Mitchison, T.J., Field, C.M. (2006), Annual Review of Cell Biology 75, 543-66
- Campbell Biology (2010), 580-582
- More description and nice images of cell division in plants, with a focus on fluorescence microscopy
- Nanninga, Nanne. Cytokinesis in Prokaryotes and Eukaryotes: Common Principles and Different Solutions